# City of Clarence
City of Clarence is een Local Government Area (LGA) in Australië in de staat Tasmanië. City of Clarence telt 51.173 inwoners. De hoofdplaats is Rosny Park.